# Elmer Bernstein

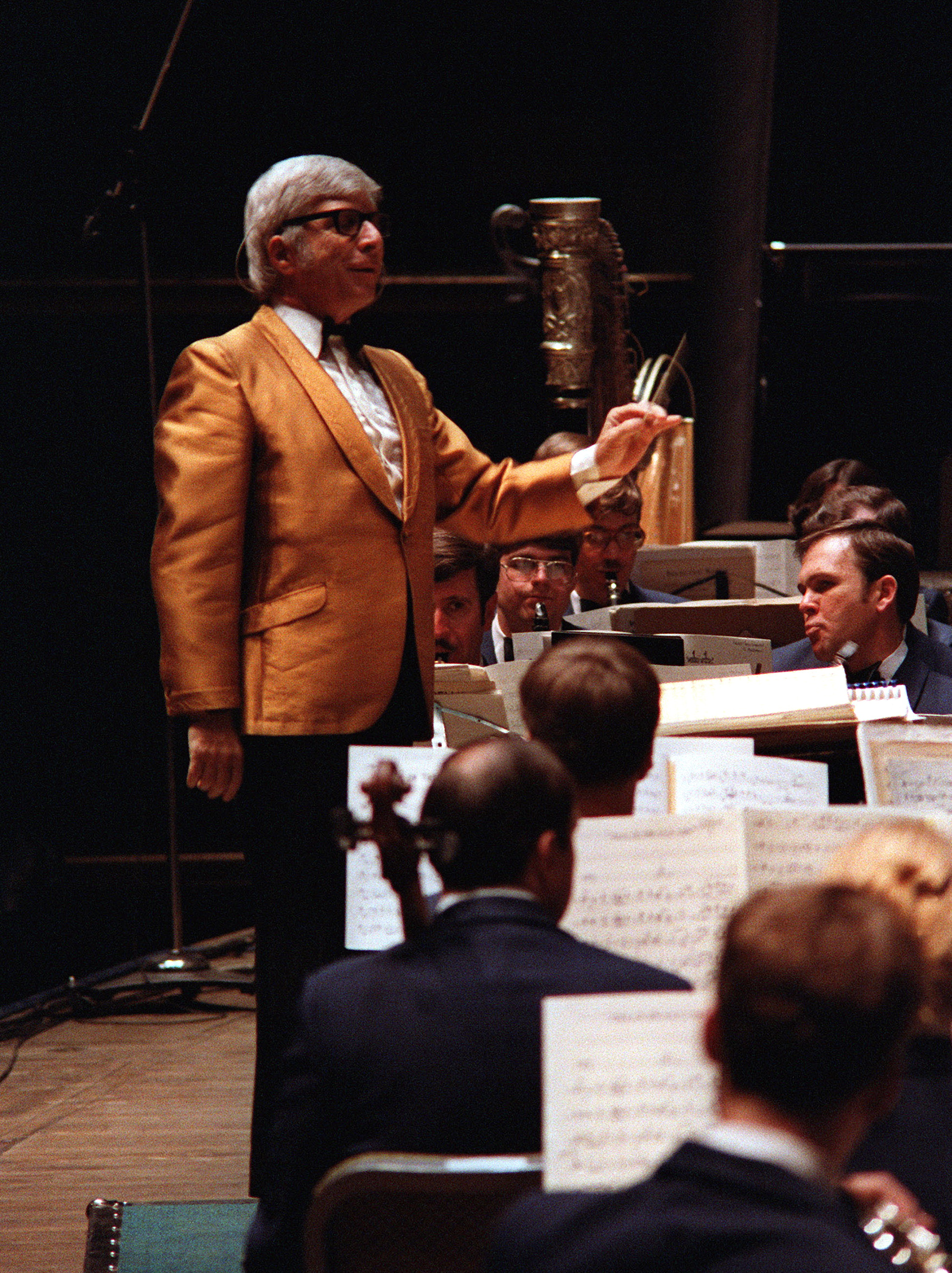
Elmer Bernstein (1981)

Elmer Bernstein (* 4. April 1922 in New York City; † 18. August 2004 in Ojai, Kalifornien) war ein oscarprämierter US-amerikanischer Filmmusik-Komponist und Vater des Komponisten Peter Bernstein und des Drehbuchautors Gregory Bernstein.

## Leben
Nach seiner Schulausbildung an der Walden School studierte Bernstein an der New York University. Im Zweiten Weltkrieg diente er bei dem US Army Air Corps. Seine Musikkarriere begann Bernstein als Komponist von Musik zu Radiosendungen und Dokumentarfilmen. 1950 zog er nach Hollywood und begann dort als Filmmusik-Komponist zu arbeiten.
Sein erster vertonter Film war 1951 die US-amerikanische Produktion Ein Held für zwei Stunden. Im Jahr 1953 war er an dem 3D-Film Robot Monster beteiligt, in dem George Nader als Hauptdarsteller auftritt. Im selben Jahr entstand der ähnliche Film Cat-Women of the Moon.
1955 machte Bernstein mit Musik zur Western-Fernsehserie Rauchende Colts (Gunsmoke) auf sich aufmerksam und erhielt noch im gleichen Jahr den Auftrag für die Vertonung von Otto Premingers Drogen-Drama Der Mann mit dem goldenen Arm, der ein unerwarteter Erfolg für den bis dahin vornehmlich als Sänger in Erscheinung getretenen Frank Sinatra war.
Diese Musik und auch die der nachfolgenden Produktionen wie Cecil B. DeMilles Die zehn Gebote (1956) und vor allem John Sturges’ Die glorreichen Sieben (1960) gelten heute als Klassiker.
Insgesamt umfasst sein Lebenswerk über 200 Werke, für die er 14 Mal für den Oscar nominiert wurde. Gewonnen hat er die begehrte Auszeichnung jedoch nur einmal: 1967 für das Musical Modern Millie – Reicher Mann gesucht (Thoroughly Modern Millie).
Mit einem Konzert in der Londoner Royal Albert Hall feierte er am 14. August 2001 sein 50-jähriges Jubiläum als Filmmusik-Komponist. Mit seinem Namensvetter, dem Komponisten Leonard Bernstein, war er zwar eng befreundet, aber nicht verwandt. Mit seinem Sohn Peter Bernstein, der gleichfalls als Filmkomponist tätig ist, hat er gelegentlich zusammengearbeitet.
Auf dem Hollywood Walk of Fame ist bei der Adresse 7083 Hollywood Blvd. für Elmer Bernstein ein Stern eingelassen.

## Auszeichnungen
Oscars (Academy Awards)
Nominierung
- 1956: für Der Mann mit dem goldenen Arm (The Man with the Golden Arm)
- 1961: für Die glorreichen Sieben (The Magnificent Seven)
- 1962: für Sommer und Rauch (Summer and Smoke)
- 1963: für Wer die Nachtigall stört (To Kill a Mockingbird)
- 1963: (Bester Song) für Auf glühendem Pflaster (Walk on the Wild Side)
- 1967: für Die Rückkehr der glorreichen Sieben (Return of the Seven)
- 1967: für Hawaii (Hawaii)
- 1967: (Bester Song) für Hawaii (Hawaii)
- 1970: (Bester Song) für Der Marshal (True Grit)
- 1975: (Bester Song) für Gold (Gold)
- 1984: (Beste Filmmusik und Beste Titelmusik) für Die Glücksritter (Trading Places)
- 1994: für Zeit der Unschuld (The Age of Innocence)
- 2003: für Dem Himmel so fern (Far from Heaven)

Auszeichnung
- 1968: erhalten für Modern Millie – Reicher Mann gesucht (Thoroughly Modern Millie )

Golden Globes
Nominierung
- 1962: für Sommer und Rauch (Summer and Smoke )
- 1968: für Modern Millie – Reicher Mann gesucht (Thoroughly Modern Millie )
- 1970: (Bester Song) für Der Marshal (True Grit)
- 1977: (Bester Song) für Zwischen Zwölf und Drei (From Noon Till Three)
- 2003: für Dem Himmel so fern (Far from Heaven)

Auszeichnung
- 1963: erhalten für Wer die Nachtigall stört (To Kill a Mockingbird)
- 1967: erhalten für Hawaii (Hawaii)

weitere Auszeichnungen Preise und Nominierungen.
- 1 Emmy
- 3 Laurel Awards
- 2 ASCAP Film and Television Music Awards
- 1990 erhielt er den Lebenswerkpreis der ASCAP Film and Television Music Awards
- 1991 wurde er für sein herausragendes Gesamtschaffen von den Los Angeles Film Critics Association Awards ausgezeichnet.
- 2001 bekam der den Preis des World Soundtrack Awards für sein Lebenswerk
- 2001 zeichneten ihn die Kritiker des National Board of Review mit dem Preis fürs Lebenswerk aufgrund für seine exzellenten Filmmusikkompositionen
- Ihm zu Ehren wurde ein Stern auf dem Hollywood Walk of Fame bei der Adresse 7083 Hollywood Blvd eingelassen.
- Seine Kompositionen zu Wer die Nachtigall stört und Die glorreichen Sieben erreichten Platz 17 und Rang 8 in der vom American Film Institute herausgegebenen Liste der 25 größten Filmmusiken aus 100 Jahren. Elmer Bernstein gehört gemeinsam mit Bernard Herrmann, Jerry Goldsmith und Max Steiner zu jenen Komponisten, die 2 Mal in der Liste vertreten sind. Nur John Williams brachte es auf 3 Nennungen.

## Filmografie (Auswahl)
- 1951: Ein Held für zwei Stunden (Saturday’s Hero)
- 1952: Maskierte Herzen (Sudden Fear)
- 1952: Tommy macht das Rennen (Boots Malone)
- 1953: Robot Monster
- 1953: Cat-Women of the Moon
- 1955: Sturm-Angst (Storm Fear)
- 1955: Der Mann mit dem goldenen Arm (The Man With the Golden Arm)
- 1956: Die zehn Gebote (The Ten Commandments)
- 1957: Stern des Gesetzes (The Tin Star)
- 1957: Dein Schicksal in meiner Hand (The Sweet Smell of Success)
- 1958: König der Freibeuter (The Buccaneer)
- 1958: Rivalen (Kings Go Forth)
- 1958: Begierde unter Ulmen (Desire Under the Elms)
- 1959: Die Madonna mit den zwei Gesichtern (The Miracle)
- 1959: Sensation auf Seite 1 (The Story on Page One)
- 1959: The Race for Space
- 1960: Die glorreichen Sieben (The Magnificent Seven)
- 1960: Zwei in einem Zimmer (The Rat Race)
- 1961: Sommer und Rauch (Summer and Smoke)
- 1961: Die Comancheros (The Comancheros)
- 1962: Wer die Nachtigall stört (To Kill a Mockingbird)
- 1962: Auf glühendem Pflaster (Walk on the Wild Side)
- 1962: Der Gefangene von Alcatraz (Birdman of Alcatraz)
- 1963: Frauen, die nicht lieben dürfen
- 1963: Gesprengte Ketten (The Great Escape)
- 1963: Könige der Sonne (Kings of the Sun)
- 1963: Der Wildeste unter Tausend (Hud)
- 1963: Verliebt in einen Fremden (Love with the Proper Stranger)
- 1964: Henrys Liebesleben (The World of Henry Orient)
- 1964: Vier Tage im November (Four Days in November) (Dokumentarfilm)
- 1964: Die Unersättlichen (The Carpetbaggers)
- 1965: Die vier Söhne der Katie Elder (The Sons of Katie Elder)
- 1965: Vierzig Wagen westwärts (The Hallelujah Trail)
- 1966: Hawaii
- 1966: Sieben Frauen (7 Women)
- 1966: Die Rückkehr der glorreichen Sieben (Return Of The Seven)
- 1968: Gestatten, das sind meine Kohlen! (Midas Run)
- 1969: Die Brücke von Remagen (The Bridge at Remagen)
- 1969: Der Marshal (True Grit)
- 1969: Die Rache der glorreichen Sieben (Guns of the Magnificent Seven)
- 1970: Die Glut der Gewalt (The Liberation of L. B. Jones)
- 1970: Kanonen für Cordoba (Cannon for Cordoba)
- 1971: Big Jake
- 1972: Der Todesritt der glorreichen 7 (The Magnificent Seven Ride!)
- 1973: Geier kennen kein Erbarmen (Cahill U.S. Marshal)
- 1974: Gold (Gold)
- 1974: McQ schlägt zu (McQ)
- 1975: Der einsame Job (Report to the Commissioner)
- 1976: Der letzte Scharfschütze (The Shootist)
- 1976: Zwischen Zwölf und Drei (From Noon Till Three)
- 1976: Die unglaubliche Sarah (The Incredible Sarah)
- 1977: Zehn Hoch (Powers of 10)
- 1978: Heißes Blut (Bloodbrothers)
- 1978: Little Women
- 1978: Ich glaub’, mich tritt ein Pferd (National Lampoon’s Animal House)
- 1979: Die letzte Offensive (Zulu Dawn)
- 1980: Saturn-City (Saturn 3)
- 1980: Die unglaubliche Reise in einem verrückten Flugzeug (Airplane!)
- 1980: Das Guyana-Massaker (Guyana Tragedy: The Story of Jim Jones)
- 1981: Ich glaub’, mich knutscht ein Elch! (Stripes)
- 1981: Die Erwählten (The Chosen)
- 1981: Heavy Metal
- 1982: Am Rande des Abgrunds (Five Days One Summer)
- 1982: Die unglaubliche Reise in einem verrückten Raumschiff (Airplane II: The Sequel)
- 1982: Genocide (Dokumentarfilm)
- 1983: Class
- 1983: Die Glücksritter (Trading Places)
- 1983: Spacehunter – Jäger im All (Spacehunter: Adventures in the Forbidden Zone)
- 1984: Ghostbusters – Die Geisterjäger (Ghostbusters)
- 1984: Ekstase (Bolero)
- 1985: Marie Ward – Zwischen Galgen und Glorie
- 1985: Spione wie wir (Spies Like Us)
- 1985: Taran und der Zauberkessel (The Black Cauldron)
- 1986: Staatsanwälte küßt man nicht (Legal Eagles)
- 1986: Die Farbe des Geldes (The Colour of Money)
- 1986: ¡Drei Amigos! (¡Three Amigos!) zusammen mit Randy Newman
- 1988: Der Preis der Gefühle (The Good Mother)
- 1988: Funny Farm
- 1989: Mein linker Fuß (My Left Foot)
- 1990: Grifters (The Grifters)
- 1991: Kap der Angst (Cape Fear)
- 1991: Die Lust der schönen Rose (Rambling Rose)
- 1992: The Babe – Ein amerikanischer Traum (The Babe)
- 1993: Die sieben besten Jahre (The Cemetery Club)
- 1993: National Geographic Fanfare
- 1993: Zeit der Unschuld (The Age of Innocence)
- 1993: Sein Name ist Mad Dog (Mad Dog and Glory)
- 1993: Das zweite Gesicht (The Good Son)
- 1995: Familienbande (Roommates)
- 1995: Search and Destroy
- 1995: Unsere feindlichen Nachbarn (Canadian Bacon)
- 1995: Frankie Starlight
- 1995: Teufel in Blau (Devil In A Blue Dress)
- 1995: Martin Scorsese: Eine Reise durch den amerikanischen Film (A Century of Cinema – A Personal Journey with Martin Scorsese Through American Movies)(Dokumentarfilm)
- 1996: Bulletproof
- 1997: Buddy
- 1997: Der Regenmacher (The Rainmaker)
- 1997: Harlem, N.Y.C. – Der Preis der Macht (Hoodlum)
- 1998: Im Zwielicht (Twilight)
- 1998: Tief wie der Ozean (The Deep End of the Ocean)
- 1999: Bringing Out the Dead – Nächte der Erinnerung (Bringing Out the Dead)
- 1999: Rising Star (Introducing Dorothy Dandridge)
- 1999: Wild Wild West
- 2000: Glauben ist alles! (Keeping the Faith)
- 2000: Chinese Coffee
- 2002: Dem Himmel so fern (Far from Heaven)

## Trivia
In der Schlusseinstellungen des Films Die glorreichen Sieben (2016) zitiert die Musik Takte aus der Titelmelodien von Bernstein zum gleichnamigen Film von 1960 und spielt sie ausführlicher zum Abspann.